# Saško Pandev
Saško Pandev (in macedone Сашко Пандев?; Strumica, 1º maggio 1987) è un ex calciatore macedone, di ruolo attaccante.

## Biografia
È il fratello minore del calciatore Goran Pandev.

## Carriera

### Club
Inizia a giocare a calcio nel Senica. Successivamente si trasferisce alla Dinamo Zagabria ed esordisce in Prva Liga il 14 ottobre 2006 subentrando nella vittoria per 4-1 in casa contro il Varteks ed ha segnato il suo primo gol in campionato nella vittoria per 3-2 sul Međimurje il 9 dicembre 2006, che è stata anche la sua prima partita da titolare con la Dinamo Zagabria. Dal 2007 al 2010 la Dinamo Zagabria lo manda in prestito in varie squadre croate. Dal 2017 al 2023 ha giocato nell'Akademija Pandev, squadra creata da suo fratello Goran, della quale è stato anche il capitano.

### Nazionale
Ha giocato nella nazionale macedone Under-21.

## Palmarès

### Club

#### Competizioni nazionali
- Campionato croato: 1

Dinamo Zagabria: 2006-2007
- Coppa di Macedonia: 3

Rabotnički: 2008-2009
Renova: 2011-2012
Akademija Pandev: 2018-2019